# Campeonato Femenino de la OFC 2010
El Campeonato Femenino de la OFC de 2010 fue la novena edición de la máxima competición femenina de fútbol a nivel selecciones en Oceanía, celebrada en Nueva Zelanda. Participaron ocho selecciones dividiéndose en dos grupos de cuatro integrantes cada uno enfrentándose mediante el sistema de todos contra todos, donde los dos primeros de cada grupo se convertirían en semifinalistas. El ganador de cada semifinal disputará el partido final, quién lo gane, se coronará campeón y clasificará a la Copa Mundial Femenina de Fútbol de 2011. 

## Equipos participantes
En cursiva los debutantes.
| Equipos participantes | Equipos participantes | Equipos participantes | Equipos participantes |
| --------------------- | --------------------- | --------------------- | --------------------- |
| Fiyi                  | Islas Salomón         | Papúa Nueva Guinea    | Tonga                 |
| Islas Cook            | Nueva Zelanda         | Tahití                | Vanuatu               |

## Resultados

### Primera fase

#### Grupo A
| Equipo        | Pts | PJ | PG | PE | PP | GF | GC | Dif |
| ------------- | --- | -- | -- | -- | -- | -- | -- | --- |
| Nueva Zelanda | 9   | 3  | 3  | 0  | 0  | 31 | 0  | +31 |
| Islas Cook    | 6   | 3  | 2  | 0  | 1  | 3  | 10 | -7  |
| Tahití        | 3   | 3  | 1  | 0  | 2  | 5  | 9  | -4  |
| Vanuatu       | 0   | 3  | 0  | 0  | 3  | 1  | 21 | -20 |

| 29 de septiembre de 2010, 13:00 | Nueva Zelanda | 14:0 (7:0) | Vanuatu | North Harbour Stadium, Auckland |                         |
|                                 | Hearn 10' 11' 18' 29' 90+1' · Moordwood 25' 81' · Wilkinson 42' 59' 73' 89' · Erceg 45+2' · White 54' · Milne 68' | Reporte    |         | Árbitro(s): Desconocido         | Árbitro(s): Desconocido |

| 29 de septiembre de 2010, 15:30] | Islas Cook   | 1:0 (1:0) | Tahití | North Harbour Stadium, Auckland |                         |
|                                  | Mustonen 15' | Reporte   |        | Árbitro(s): Desconocido         | Árbitro(s): Desconocido |

| 1 de octubre de 2010, 13:00 | Tahití                                         | 5:1 (2:1) | Vanuatu    | North Harbour Stadium, Auckland |                         |
|                             | Alvarez 14' 21' 83' · White 81' · Tokoragi 82' | Reporte   | Tougen 19' | Árbitro(s): Desconocido         | Árbitro(s): Desconocido |

| 1 de octubre de 2010, 15:30 | Islas Cook | 0:10 (0:6) | Nueva Zelanda                                                                                 | North Harbour Stadium, Auckland |                         |
|                             |            | Reporte    | Hearn 9' 40' 64' · Gregorius 16' 27' 56' · Holey 21' · Percival 45' · Erceg 57' · Jackman 80' | Árbitro(s): Desconocido         | Árbitro(s): Desconocido |

| 3 de octubre de 2010, 15:30 | Nueva Zelanda                                                                           | 7:0 (1:0) | Tahití | North Harbour Stadium, Auckland |                         |
|                             | Armstrong 36' · Hearn 59' 75' · Green 76' · Yallop 80' · Gregorius 90' · Percival 90+2' | Reporte   |        | Árbitro(s): Desconocido         | Árbitro(s): Desconocido |

| 3 de octubre de 2010, 15:30] | Vanuatu | 0:2 (0:0) | Islas Cook           | North Harbour Stadium, Auckland |                         |
|                              |         | Reporte   | Napa 83' · Henry 89' | Árbitro(s): Desconocido         | Árbitro(s): Desconocido |

#### Grupo B
| Equipo             | Pts | PJ | PG | PE | PP | GF | GC | Dif |
| ------------------ | --- | -- | -- | -- | -- | -- | -- | --- |
| Papúa Nueva Guinea | 9   | 3  | 3  | 0  | 0  | 8  | 1  | +7  |
| Islas Salomón      | 4   | 3  | 1  | 1  | 1  | 5  | 2  | +3  |
| Tonga              | 3   | 3  | 1  | 0  | 2  | 2  | 8  | -6  |
| Fiyi               | 1   | 3  | 0  | 1  | 2  | 1  | 5  | -4  |

| 30 de septiembre de 2010, 13:00 | Papúa Nueva Guinea                  | 3:0 (1:0) | Fiyi | North Harbour Stadium, Auckland |                         |
|                                 | Penisa 8' · Limbai 58' · Norris 62' | Reporte   |      | Árbitro(s): Desconocido         | Árbitro(s): Desconocido |

| 30 de septiembre de 2010, 15:30 | Islas Salomón                                | 4:0 (2:0) | Tonga | North Harbour Stadium, Auckland |                         |
|                                 | Pegi 12' 90+1' · Misibini 37' · Maeunu'u 74' | Reporte   |       | Árbitro(s): Desconocido         | Árbitro(s): Desconocido |

| 2 de octubre de 2010, 13:00 | Tonga                | 2:1 (0:1) | Fiyi                | North Harbour Stadium, Auckland |                         |
|                             | Siale 75' · Feke 90' | Reporte   | Bela Ratuvaluvu 13' | Árbitro(s): Desconocido         | Árbitro(s): Desconocido |

| 2 de octubre de 2010, 15:30 | Islas Salomón | 1:2 (0:1) | Papúa Nueva Guinea     | North Harbour Stadium, Auckland |                         |
|                             | Saeni 84'     | Reporte   | Limbai 29' · Siniu 48' | Árbitro(s): Desconocido         | Árbitro(s): Desconocido |

| 4 de octubre de 2010, 15:30 | Tonga | 0:3 (0:1) | Papúa Nueva Guinea                  | North Harbour Stadium, Auckland |                         |
|                             |       | Reporte   | Limbai 28' 61' · Likilki 74' (a.g.) | Árbitro(s): Desconocido         | Árbitro(s): Desconocido |

| 4 de octubre de 2010, 15:30 | Fiyi | 0:0     | Islas Salomón | North Harbour Stadium, Auckland |                         |
|                             |      | Reporte |               | Árbitro(s): Desconocido         | Árbitro(s): Desconocido |

### Segunda fase
|  | Semifinales            | Semifinales            |   |                        | Final                  | Final |  |
|  |                        |                        |   |                        |                        |       |  |
|  |                        |                        |   |                        |                        |       |  |
|  | Auckland, 6 de octubre |                        |   |                        |                        |       |  |
|  | Nueva Zelanda          | 8                      |   |                        |                        |       |  |
|  | Islas Salomón          | 0                      |   |                        |                        |       |  |
|  |                        |                        |   |                        |                        |       |  |
|  |                        |                        |   |                        | Auckland, 8 de octubre |       |  |
|  |                        |                        |   |                        | Nueva Zelanda          | 11    |  |
|  |                        | Papúa Nueva Guinea     | 0 |                        |                        |       |  |
|  |                        |                        |   |                        |                        |       |  |
|  |                        |                        |   |                        |                        |       |  |
|  |                        |                        |   |                        | Tercer lugar           |       |  |
|  | Auckland, 6 de octubre | Auckland, 6 de octubre |   | Auckland, 8 de octubre | Auckland, 8 de octubre |       |  |
|  | Papúa Nueva Guinea     | 1                      |   | Islas Salomón          | 0                      |       |  |
|  | Islas Cook             | 0                      |   |                        | Islas Cook             | 2     |  |

#### Semifinales
| 6 de octubre de 2010, 13:00 | Nueva Zelanda                                                                               | 8:0 (4:0) | Islas Salomón | North Harbour Stadium, Auckland |                         |
|                             | White 7' 86' · Percival 17' · Moordwood 30' · Hearn 36' · Gregorius 52' 68' · Wilkinson 60' | Reporte   |               | Árbitro(s): Desconocido         | Árbitro(s): Desconocido |

| 6 de octubre de 2010, 15:30 | Papúa Nueva Guinea | 1:0 (0:0) | Islas Cook | North Harbour Stadium, Auckland |                         |
|                             | Limbai 62'         | Reporte   |            | Árbitro(s): Desconocido         | Árbitro(s): Desconocido |

#### Tercer lugar
| 8 de octubre de 2010, 13:00 | Islas Salomón | 0:2 (0:0) | Islas Cook               | North Harbour Stadium, Auckland |                         |
|                             |               | Reporte   | Henry 70' · Mustonen 79' | Árbitro(s): Desconocido         | Árbitro(s): Desconocido |

#### Final
| 8 de octubre de 2010, 15:30 | Nueva Zelanda                                                                                               | 11:0 (6:0) | Papúa Nueva Guinea | North Harbour Stadium, Auckland |                         |
|                             | Riley 7' 15' · Percival 18' · Wilkilson 32' 36' · White 38' 50' 56' · Gregorius 73' · Hearn 79' · Green 84' | Reporte    |                    | Árbitro(s): Desconocido         | Árbitro(s): Desconocido |

|                                  |
| Bandera de Nueva Zelanda         |
| Campeón Nueva Zelanda 4.º título |

## Estadísticas

### Tabla general
| Equipo | Equipo             | Pts | PJ | PG | PE | PP | GF | GC | Dif | Rend   |
| ------ | ------------------ | --- | -- | -- | -- | -- | -- | -- | --- | ------ |
| 1      | Nueva Zelanda      | 15  | 5  | 5  | 0  | 0  | 50 | 0  | +50 | 100,0% |
| 2      | Papúa Nueva Guinea | 12  | 5  | 4  | 0  | 1  | 9  | 12 | -3  | 80,0%  |
| 3      | Islas Cook         | 9   | 5  | 3  | 0  | 2  | 5  | 11 | -6  | 60,0%  |
| 4      | Islas Salomón      | 4   | 5  | 1  | 1  | 3  | 5  | 12 | -7  | 26,6%  |
| 5      | Tahití             | 3   | 3  | 1  | 0  | 2  | 5  | 9  | -4  | 33,3%  |
| 6      | Tonga              | 3   | 3  | 1  | 0  | 2  | 2  | 8  | -6  | 33,3%  |
| 7      | Fiyi               | 1   | 3  | 0  | 1  | 2  | 1  | 5  | -4  | 11,1%  |
| 8      | Vanuatu            | 0   | 3  | 0  | 0  | 3  | 1  | 21 | -20 | 00,0%  |

### Goleadoras
| Jugadora         | Selección          | Goles |
| ---------------- | ------------------ | ----- |
| Amber Hearn      | Nueva Zelanda      | 12    |
| Sarah Gregorius  | Nueva Zelanda      | 7     |
| Hannah Wilkilson | Nueva Zelanda      | 7     |
| Rosie White      | Nueva Zelanda      | 6     |
| Zeena Limbai     | Papúa Nueva Guinea | 5     |

## Clasificado alMundial de Alemania 2011
| Australia     |
| Nueva Zelanda |